# Bozhidar Chorbadzhiyski
Bozhidar Chorbadzhiyski (Sofía, 8 de agosto de 1995) es un futbolista búlgaro que juega en la posición de defensa para el Diósgyőri VTK de la Nemzeti Bajnokság I.

## Selección nacional
Debutó con la selección de fútbol de Bulgaria el 6 de septiembre de 2016. Lo hizo en un partido de clasificación de UEFA para la Copa Mundial de Fútbol de 2018 contra Luxemburgo que finalizó con un resultado de 4-3 a favor del combinado búlgaro tras los goles de Dimitar Rangelov, Marcelinho, Ivelin Popov y Aleksandar Tonev para Bulgaria, y de Florian Bohnert y un doblete de Aurélien Joachim para Luxemburgo.

## Clubes
| Club           | País     | Año       | Partidos | Goles |
| -------------- | -------- | --------- | -------- | ----- |
| PFC CSKA Sofia | Bulgaria | 2013-2019 | 136      | 8     |
| FCSB (cedido)  | Rumania  | 2019      | 4        | 0     |
| PFC CSKA Sofia | Bulgaria | 2020      | 0        | 0     |
| Stal Mielec    | Polonia  | 2020-2022 | 43       | 1     |
| Widzew Łódź    | Polonia  | 2022-2023 | 12       | 0     |
| Diósgyőri VTK  | Hungría  | 2023-     | 38       | 1     |

## Palmarés

### Campeonatos nacionales
| Título           | Club           | País     | Año  |
| ---------------- | -------------- | -------- | ---- |
| Copa de Bulgaria | PFC CSKA Sofia | Bulgaria | 2016 |